# Siraba Dembélé
Siraba Dembélé Pavlović (Dreux, 1986. június 28. –) mali származású francia születésű kézilabdázó, balszélső. Visszavonulását megelőzően a román élvonalbeli CSM București játékosa és a francia női kézilabda-válogatott csapatkapitánya volt. Pályafutása során legnagyobb sikere a 2017-es világbajnoki címe.

## Pályafutása

### Klubcsapatban

#### Kezdeti évek
Siraba Dembélé Saint-Lubin-des-Joncheretsben nőtt fel. 1996-ban igazolt a HBC Valée d'Avre-ba, ahol 2003-ig játszott.

#### Felnőtt klubok
Dembélé 2003-ban a francia másodosztályú Dreux AC csapatába igazolt. Ott csak egy évig játszott, aztán a Merignac Handball adott neki játéklehetőséget. 2004. szeptember 18-án debütált csapatában, egy Fleury-les-Aubrais elleni 24–22-re megnyert mérkőzésen. 2006-ban bronzérmet szerzett csapatával az első osztályú bajnokságban. 2008-ban ezüstérmet szerzett az EHF Challenge Cup-on. Ebben az évben távozott a Merignac csapatából, és az Issy-les-Moulineaux-ba igazolt. Ott csak egy szezont játszott, és a Toulon Saint Cyr csapatában kezdett játszani. Ebben a csapatban érte el a legnagyobb sikereit: 2010-ben megnyerték a francia bajnokságot, 2011-ben és 2012-ben pedig a francia kupát hódították el. Ezeken kívül még a világ legjobb női balszélsője lett, és zsinórban négy szezon végén kapta meg az év francia balszélsője díjat. 2012-ben a dán Randers HK igazolta le. Csapatával játszott a Bajnokok Ligájában, ám csak egy évig maradt a Randers-nél. 2013-ban a ŽRK Vardar Szkopje csapatába igazolt. A 2013–14-es, a 2014–15-ös és a 2015–16-os Bajnokok Ligájában egyaránt bronzérmet szerzett csapatával. 2016 nyarán az orosz Rosztov-Don csapatánál folytatta pályafutását. Az orosz együttessel a bajnoki cím mellett elhódította az EHF-kupát is 2017-ben. 2018 májusában újra eljutott a Bajnokok Ligája Final Fourjába, és végül a negyedik helyezett lett, illetve a szezon legjobb balszélsőjének választották. 2018-ban visszatért Franciaországba, korábbi csapatához a Toulon Saint Cyr-hez. 2020. nyarától a román Bukarest játékosa. Mivel a Bukarest csapatában már foglalt volt a 17-es mezszám, így Dembéle a 28-as mezszámot kapta.

### Válogatottban
Siraba Dembélé 2006. május 26-án debütált a francia női kézilabda-válogatottban egy Törökország elleni mérkőzésen. Máris meghívást kapott a 2006-os Eb francia keretébe, ahol végül bronzérmet szerzett a válogatott. A 2008. évi pekingi olimpia francia keretébe már nem kapott meghívást. Tagja volt a 2009-es és a 2011-es vb-n ezüstérmet szerző francia keretnek. Ott volt a 2012. évi nyári olimpián is, ahol az ötödik helyet szerezte meg a válogatott. Tagja volt még a 2013-as női kézilabda-világbajnokságon hatodik helyen végző válogatottnak is. Játszott a 2014-es Eb-n és a 2015-ös vb-n is. Végül elérkezett Dembélé legnagyobb sikere a válogatottban: a 2016. évi nyári olimpiai játékokon ezüstérmet szerzett a válogatottal az Oroszország elleni döntőn. Később, a 2016-os Eb-n bronzérmet szerzett a válogatott. A 2017-es világbajnokságon győzedelmeskedő francia válogatott tagja volt, és az All-star csapatba is bekerült. A 2021-es olimpiáról sérülése miatt maradt le.

## Sikerei, díjai
- EHF-bajnokok ligája
  -  Bronz: 2014, 2015, 2016
- Francia bajnokság:
  -  Arany: 2010
- Francia kupa:
  -  Arany: 2011, 2012
- Orosz női kézilabda-bajnokság (első osztály):
  -  Arany: 2017, 2018
- EHF-kupa:
  -  Arany: 2017
- EHF Challenge Cup:
  -  Ezüst: 2008
- Bajnokok Ligája legjobb balszélsője: 2015, 2018

## Magánélete
Dembélé 2018 nyara óta a szerb labdarúgó Igor Pavlović házastársa. 2019 novemberében ikreknek adott életet, akiket Matejnek és Eliannek nevezett el.